# Juliane Schmieglitz-Otten
Juliane Schmieglitz-Otten (geboren 1961) ist eine deutsche Historikerin, Museumsleiterin und Autorin.

## Leben
Juliane Schmieglitz-Otten studierte die Fächer Geschichte und Germanistik an der Universität Hamburg.
Ab 1988 wirkte sie als wissenschaftliche Mitarbeiterin am Bomann-Museum in der Stadt Celle, in dem sie 1997 zuständig zeichnete für die dortige Stiftung Miniaturensammlung Tansey.
2004 übernahm sie die im Celler Schloss anfallenden Aufgaben als Projektleiterin und ab 2008 die Leitung des Residenzmuseums.
Als Autorin publizierte Schmieglitz-Otten zur Museumspädagogik, zur europäischen Miniaturmalerei und zur Residenzgeschichte der Stadt Celle.

## Schriften (Auswahl)
- Das Museum als erlebnispädagogischer Lernort (= Kleine Schriften zur Erlebnispädagogik, Heft 8), Lüneburg: Neubauer, 1991, ISBN 978-3-88456-084-6 und ISBN 3-88456-084-0
  - aktualisierte und ergänzte Fassung  unter dem Titel Das Bomann-Museum Celle. Ein erlebnispädagogischer Lernort, Lüneburg: Edition Erlebnispädagogik, 1997, ISBN 978-3-89569-030-3 und ISBN 3-89569-030-9
- Juliane Schmieglitz-Otten, Mijndert Bertram (Konzeption, Text): 700 Jahre junges Celle, Hrsg.: Stadt Celle, Der Oberstadtdirektor, 1991, ISBN 978-3-925902-12-3 und ISBN 3-925902-12-0
- Bernd Pappe, Juliane Schmieglitz-Otten (Bearb.), Birgitt Schmedding (Fotos): Miniaturen der Zeit Napoleons aus der Sammlung Tansey = Miniatures from the time of Napoleon in the Tansey Collection / herausgegeben von/published by The Tansey Miniatures Foundation in Celle, München: Hirmer, [2020], ISBN 978-3-7774-3609-8 und ISBN 3-7774-3609-7; Inhaltstext und Inhaltsverzeichnis